# Kotarō wa Hitori Gurashi
Kotarō wa Hitori Gurashi (jap.: コタローは1人暮らし) ist eine japanische Manga-Serie von Mami Tsumura, die seit 2015 veröffentlicht wird. Der Manga wurde als Web-Anime sowie als Realserie adaptiert.

## Inhalt
Der vierjährige Kotaro zieht alleine in eine neue Wohnung. Er lernt seinen neuen Nachbarn Shin Karino kennen, der ein mittelloser erfolgreicher Mangaka ist. Kotaro ist für sein Alter schon reif und selbstständig.

## Veröffentlichung
Der Manga erscheint seit 2015 im Magazin Big Comic Superior bei Shogakukan. Der Verlag bringt die Kapitel auch gesammelt in bisher acht Bänden heraus.

## Anime
Der Anime wurde von Liden Films produziert. Regie führte Tomoe Makino und das Drehbuch schrieb Hiroshi Satō. Das Charakterdesign stammt von Tomomi Kimura und die Musik der Serie komponierte Yūya Mori.
Der Anime mit 10 je 26 Minuten langen Folgen lief ab dem 10. März 2022 auf Netflix.

### Synchronisation
| Rolle           | japanischer Sprecher (Seiyū) |
| --------------- | ---------------------------- |
| Kotaro Satō     | Rie Kugimiya                 |
| Shin Karino     | Toshiki Masuda               |
| Isamu Tamaru    | Junichi Suwabe               |
| Mizuki Akitomo  | Saori Hayami                 |
| Ayano Kobayashi | Yumiri Hanamori              |
| Aota            | Soma Saito                   |
| Ryōta           | Kaito Ishikawa               |
| Tōko Futaba     | Yūka Morishima               |